# Contrarrelógio elite masculina no Campeonato Mundial de Estrada de 2020
A Contrarrelógio individual masculina no Campeonato Mundial de Estrada de 2020 disputou-se em Imola (Itália) a 25 de setembro de 2020 sobre um percurso de 31,7 quilómetros, baixo a organização da União Ciclista Internacional (UCI).
O italiano Filippo Ganna proclamou-se novo campeão do mundo, sendo o primeiro ganhador de seu país nesta especialidad. A medalha de prata foi para o belga Wout van Aert e a de bronze para o suíço Stefan Küng.

## Percorrido
O percurso foi de 31,7 quilómetros com início e final no famoso Autodromo Enzo e Dino Ferrari (palco de várias etapas finais do Giro d'Italia), logo os ciclistas percorrerão por um circuito maioritariamente planos com mal 200 metros de desnível num percurso que, à priori, deveria beneficiar aos grandes especialistas.

## Selecções participantes
Tomaram parte da contrarrelógio individual masculina um total de 57 ciclistas de 38 nações.
| Equipes nacionais (38)- Austrália - Azerbaijão - Bielorrússia - Bélgica - Canadá - Chile - Colômbia - Chéquia - Dinamarca - Eritreia - Estónia - França - Alemanha - Grã-Bretanha - Grécia - Hungria - República da Irlanda - Itália - Cazaquistão - Letónia - Lituânia - México - Países Baixos - Nova Zelândia - Noruega - Polónia - Portugal - Roménia - Rússia - Sérvia - Eslovénia - Eslováquia - Espanha - Suécia - Suíça - Síria - Ucrânia - Estados Unidos |
| |

## Favoritos
O duplo que mantém do título, o australiano Rohan Dennis está à procura de um triplicado consecutivo já realizado no passado pelo seu compatriota Michael Rogers e pelo alemão Tony Martin. Tem como principais adversários os belgas Wout Van Aert e Victor Campenaerts, o suíço Stefan Küng, bem como o italiano Filippo Ganna, o francês Rémi Cavagna, o neerlandês Tom Dumoulin e o britânico Geraint Thomas. · 

## Classificação final
- As classificações finalizaram da seguinte forma:[9]

| \| Classificação geral \| Classificação geral \| Classificação geral \| Classificação geral \| Classificação geral \| \| Ciclista \| Ciclista \| Equipe \| Tempo \| \| \| ------------------- \| ---------------------- \| ------------------- \| ------------------- \| ------------------- \| \| 1. \| Filippo Ganna \| Itália \| 35m54s \| \| \| 2. \| Wout van Aert \| Bélgica \| + 26s \| \| \| 3. \| Stefan Küng \| Suíça \| + 29s \| \| \| 4. \| Geraint Thomas \| Grã-Bretanha \| + 37s \| \| \| 5. \| Rohan Dennis \| Austrália \| + 39s \| \| \| 6. \| Kasper Asgreen \| Dinamarca \| + 47s \| \| \| 7. \| Rémi Cavagna \| França \| + 48s \| \| \| 8. \| Victor Campenaerts \| Bélgica \| + 52s \| \| \| 9. \| Alex Dowsett \| Grã-Bretanha \| + 1m06s \| \| \| 10. \| Tom Dumoulin \| Países Baixos \| + 1m14s \| \| \| 11. \| Nelson Oliveira \| Portugal \| + 1m15s \| \| \| 12. \| Patrick Bevin \| Nova Zelândia \| + 1m19s \| \| \| 13. \| Andreas Leknessund \| Noruega \| + 1m30s \| \| \| 14. \| Edoardo Affini \| Itália \| + 1m31s \| \| \| 15. \| Luke Durbridge \| Austrália \| + 1m36s \| \| \| 16. \| Jasha Sütterlin \| Alemanha \| + 1m38s \| \| \| 17. \| Mikkel Bjerg \| Dinamarca \| + 1m47s \| \| \| 18. \| Daniel Felipe Martínez \| Colômbia \| + 1m52s \| \| \| 19. \| Max Walscheid \| Alemanha \| + 1m56s \| \| \| 20. \| Kamil Gradek \| Polónia \| + 2m05s \| \| |                        |               |         |
| |                        |               |         |
| Fonte: ProCyclingStats |                        |               |         |
| Classificação geral |                        |               |         |
| Ciclista | Ciclista               | Equipe        | Tempo   |
| 1. | Filippo Ganna          | Itália        | 35m54s  |
| 2. | Wout van Aert          | Bélgica       | + 26s   |
| 3. | Stefan Küng            | Suíça         | + 29s   |
| 4. | Geraint Thomas         | Grã-Bretanha  | + 37s   |
| 5. | Rohan Dennis           | Austrália     | + 39s   |
| 6. | Kasper Asgreen         | Dinamarca     | + 47s   |
| 7. | Rémi Cavagna           | França        | + 48s   |
| 8. | Victor Campenaerts     | Bélgica       | + 52s   |
| 9. | Alex Dowsett           | Grã-Bretanha  | + 1m06s |
| 10. | Tom Dumoulin           | Países Baixos | + 1m14s |
| 11. | Nelson Oliveira        | Portugal      | + 1m15s |
| 12. | Patrick Bevin          | Nova Zelândia | + 1m19s |
| 13. | Andreas Leknessund     | Noruega       | + 1m30s |
| 14. | Edoardo Affini         | Itália        | + 1m31s |
| 15. | Luke Durbridge         | Austrália     | + 1m36s |
| 16. | Jasha Sütterlin        | Alemanha      | + 1m38s |
| 17. | Mikkel Bjerg           | Dinamarca     | + 1m47s |
| 18. | Daniel Felipe Martínez | Colômbia      | + 1m52s |
| 19. | Max Walscheid          | Alemanha      | + 1m56s |
| 20. | Kamil Gradek           | Polónia       | + 2m05s |

## Lista dos participantes
A lista dos participantes é a seguinte
| Faixa | No. | Corredor               | País              | Hora de saída    | Intermediário 1 | Chegada     | Média  | separação    |
| ----- | --- | ---------------------- | ----------------- | ---------------- | --------------- | ----------- | ------ | ------------ |
| 55    | 57  | Ahmad Wais             | Síria             | 14 h 30 min 0 s  | 22 min 7 s      | 42 min 19 s | 44.947 | + 6 min 25 s |
| 51    | 56  | Viktor Filutás         | Hungria           | 14 h 31 min 30 s | 21 min 25 s     | 41 min 17 s | 46.072 | + 5 min 23 s |
| 41    | 55  | Alexander Cataford     | Canadá            | 14 h 33 min 0 s  | 20 min 31 s     | 39 min 43 s | 47.889 | + 3 min 49 s |
| 32    | 54  | Dmitriy Gruzdev        | Cazaquistão       | 14 h 34 min 30 s | 20 min 15 s     | 39 min 5 s  | 48.665 | + 3 min 11 s |
| 49    | 53  | Andrei Stepanov        | Rússia            | 14 h 36 min 0 s  | 21 min 8 s      | 40 min 46 s | 46.656 | + 4 min 52 s |
| 19    | 52  | Max Walscheid          | Alemanha          | 14 h 37 min 30 s | 19 min 39 s     | 37 min 51 s | 50.251 | + 1 min 56 s |
| 37    | 51  | Jakub Otruba           | Chéquia           | 14 h 39 min 0 s  | 20 min 23 s     | 39 min 26 s | 48.233 | + 3 min 31 s |
| 46    | 50  | Félix Ritzinger        | Áustria           | 14 h 40 min 30 s | 21 min 3 s      | 40 min 20 s | 47.157 | + 4 min 26 s |
| 31    | 49  | Nicolas Rocha          | Irlanda           | 14 h 42 min 0 s  | 20 min 3 s      | 38 min 56 s | 48.853 | + 3 min 2 s  |
| 28    | 48  | Maciej Bodnar          | Polónia           | 14 h 43 min 30 s | 19 min 55 s     | 38 min 31 s | 49.381 | + 2 min 37 s |
| 34    | 47  | Ivo Oliveira           | Portugal          | 14 h 45 min 0 s  | 20 min 17 s     | 39 min 17 s | 48.417 | + 3 min 23 s |
| 52    | 46  | Yauheni Karaliok       | Bielorrússia      | 14 h 46 min 30 s | 21 min 30 s     | 41 min 35 s | 45.739 | + 5 min 41 s |
| 29    | 45  | Brandon McNulty        | Estados Unidos    | 14 h 48 min 0 s  | 20 min 3 s      | 38 min 45 s | 49.084 | + 2 min 51 s |
| 50    | 44  | Finn Fisher-Black      | Nova Zelândia     | 14 h 49 min 30 s | 20 min 46 s     | 40 min 52 s | 46.542 | + 4 min 57 s |
| 22    | 43  | Benjamin Thomas        | França            | 14 h 51 min 0 s  | 19 min 36 s     | 38 min 9 s  | 49.856 | + 2 min 14 s |
| 21    | 42  | Jos van Emden          | Países Baixos     | 14 h 52 min 30 s | 19 min 32 s     | 38 min 8 s  | 49.878 | + 2 min 14 s |
| 14    | 41  | Edoardo Affini         | Itália            | 14 h 54 min 0 s  | 19 min 6 s      | 37 min 25 s | 50.833 | + 1 min 31 s |
| 15    | 40  | Luke Durbridge         | Austrália         | 14 h 55 min 30 s | 19 min 6 s      | 37 min 30 s | 50.720 | + 1 min 36 s |
| 39    | 39  | Carlos Oyarzún         | Chile             | 14 h 57 min 0 s  | 20 min 28 s     | 39 min 40 s | 47.950 | + 3 min 46 s |
| 47    | 38  | Ognjen Ilić            | Sérvia            | 14 h 58 min 30 s | 20 min 44 s     | 40 min 27 s | 47.021 | + 4 min 33 s |
| 53    | 37  | Spas Gyurov            | Bulgária          | 15 h 0 min 0 s   | 21 min 29 s     | 41 min 36 s | 45.721 | + 5 min 42 s |
| 56    | 36  | Ingvar Ómarsson        | Islândia          | 15 h 1 min 30 s  | 21 min 49 s     | 42 min 19 s | 44.947 | + 6 min 25 s |
| 40    | 35  | Ulisses Castillo       | México            | 15 h 3 min 0 s   | 20 min 18 s     | 39 min 43 s | 47.889 | + 3 min 48 s |
| 42    | 34  | Polychrónis Tzortzákis | Grécia            | 15 h 4 min 30 s  | 20 min 29 s     | 39 min 45 s | 47.849 | + 3 min 51 s |
| 54    | 33  | Elchin Asadov          | Azerbaijão        | 15 h 6 min 0 s   | 21 min 34 s     | 41 min 51 s | 45.448 | + 5 min 57 s |
| 36    | 32  | Evaldas Šiškevičius    | Lituânia          | 15 h 7 min 30 s  | 20 min 20 s     | 39 min 23 s | 48.295 | + 3 min 29 s |
| 38    | 31  | Barnabás Peák          | Hungria           | 15 h 9 min 0 s   | 20 min 16 s     | 39 min 26 s | 48.233 | + 3 min 32 s |
| 17    | 30  | Mikkel Bjerg           | Dinamarca         | 15 h 10 min 30 s | 19 min 22 s     | 37 min 41 s | 50.473 | + 1 min 47 s |
| N.P   | 29  | Hugo Houle             | Califado Abássida | 15 h 12 min 0 s  |                 |             |        |              |
| 33    | 28  | Mykhailo Kononenko     | Ucrânia           | 15 h 13 min 30 s | 20 min 6 s      | 39 min 15 s | 48.459 | + 3 min 21 s |
| 45    | 27  | Gleb Karpenko          | Estónia           | 15 h 15 min 0 s  | 20 min 48 s     | 40 min 17 s | 47.216 | + 4 min 23 s |
| 43    | 26  | Daniil Fominykh        | Cazaquistão       | 15 h 16 min 30 s | 21 min 7 s      | 39 min 45 s | 47.849 | + 3 min 51 s |
| 48    | 25  | Ján Andrej Cully       | Eslováquia        | 15 h 18 min 0 s  | 21 min 14 s     | 40 min 42 s | 46.732 | + 4 min 48 s |
| 35    | 24  | Petr Rikunov           | Rússia            | 15 h 19 min 30 s | 20 min 37 s     | 39 min 23 s | 48.295 | + 3 min 29 s |
| 16    | 23  | Jasha Sütterlin        | Alemanha          | 15 h 21 min 0 s  | 19 min 30 s     | 37 min 32 s | 50.675 | + 1 min 38 s |
| 23    | 22  | Josef Černý            | Chéquia           | 15 h 22 min 30 s | 19 min 46 s     | 38 min 10 s | 49.834 | + 2 min 15 s |
| 4     | 21  | Geraint Thomas         | Reino Unido       | 15 h 24 min 0 s  | 18 min 41 s     | 36 min 31 s | 52.086 | + 37 s       |
| 27    | 20  | Matthias Brändle       | Áustria           | 15 h 25 min 30 s | 19 min 42 s     | 38 min 28 s | 49.445 | + 2 min 34 s |
| 25    | 19  | Ryan Mullen            | Irlanda           | 15 h 27 min 0 s  | 19 min 42 s     | 38 min 25 s | 49.510 | + 2 min 31 s |
| 20    | 18  | Kamil Gradek           | Polónia           | 15 h 28 min 30 s | 19 min 44 s     | 38 min 0 s  | 50.053 | + 2 min 5 s  |
| 18    | 17  | Daniel Martínez        | Colômbia          | 15 h 30 min 0 s  | 19 min 23 s     | 37 min 46 s | 50.362 | + 1 min 52 s |
| 13    | 16  | Andreas Leknessund     | Noruega           | 15 h 31 min 30 s | 19 min 12 s     | 37 min 24 s | 50.856 | + 1 min 30 s |
| 24    | 15  | Jan Tratnik            | Eslovênia         | 15 h 33 min 0 s  | 19 min 38 s     | 38 min 18 s | 49.661 | + 2 min 24 s |
| 44    | 14  | Tobias Ludvigsson      | Suécia            | 15 h 34 min 30 s | 20 min 24 s     | 39 min 50 s | 47.749 | + 3 min 56 s |
| 26    | 13  | Peio Bilbao            | Espanha           | 15 h 36 min 0 s  | 19 min 52 s     | 38 min 27 s | 49.467 | + 2 min 33 s |
| 8     | 12  | Victor Campenaerts     | Bélgica           | 15 h 37 min 30 s | 18 min 58 s     | 36 min 46 s | 51.732 | + 52 s       |
| 11    | 11  | Nelson Oliveira        | Portugal          | 15 h 39 min 0 s  | 19 min 23 s     | 37 min 9 s  | 51.198 | + 1 min 15 s |
| 6     | 10  | Kasper Asgreen         | Dinamarca         | 15 h 40 min 30 s | 19 min 5 s      | 36 min 41 s | 51.849 | + 47 s       |
| 30    | 9   | Lawson Craddock        | Estados Unidos    | 15 h 42 min 0 s  | 19 min 55 s     | 38 min 48 s | 49.021 | + 2 min 54 s |
| 12    | 8   | Patrick Bevin          | Nova Zelândia     | 15 h 43 min 30 s | 19 min 27 s     | 37 min 13 s | 51.106 | + 1 min 19 s |
| 9     | 7   | Alex Dowsett           | Reino Unido       | 15 h 45 min 0 s  | 19 min 4 s      | 37 min 0 s  | 51.405 | + 1 min 6 s  |
| 7     | 6   | Rémi Cavagna           | França            | 15 h 46 min 30 s | 18 min 57 s     | 36 min 42 s | 51.826 | + 48 s       |
| 2     | 5   | Wout van Aert          | Bélgica           | 15 h 48 min 0 s  | 18 min 51 s     | 36 min 20 s | 52.349 | + 26 s       |
| 3     | 4   | Stefan Küng            | Suíça             | 15 h 49 min 30 s | 18 min 47 s     | 36 min 23 s | 52.277 | + 29 s       |
| 10    | 3   | Tom Dumoulin           | Países Baixos     | 15 h 51 min 0 s  | 18 min 51 s     | 37 min 8 s  | 51.221 | + 1 min 14 s |
| 1     | 2   | Filippo Ganna          | Itália            | 15 h 52 min 30 s | 18 min 5 s      | 35 min 54 s | 52.981 |              |
| 5     | 1   | Rohan Dennis           | Austrália         | 15 h 54 min 0 s  | 18 min 26 s     | 36 min 33 s | 52.038 | + 39 s       |

## UCI World Ranking
A contrarrelógio individual masculina outorgou pontos para o UCI World Ranking para corredores das equipas nas categorias UCI WorldTeam, UCI ProTeam e Continental. As seguintes tabelas são o barómetro de pontuação e os 10 corredores que obtiveram mais pontos:
| Posição   | 1.º | 2.º | 3.º | 4.º | 5.º | 6.º | 7.º | 8.º | 9.º | 10.º | 11.º | 12.º | 13.º | 14.º | 15.º | 16.º | 17.º-20.º |
| Pontuação | 350 | 250 | 200 | 150 | 125 | 100 | 85  | 70  | 60  | 50   | 40   | 30   | 25   | 20   | 15   | 10   | 5         |

| Classificação |                    |        |
| Posição       | Ciclista           | Pontos |
| ------------- | ------------------ | ------ |
| 1.º           | Filippo Ganna      | 350    |
| 2.º           | Wout van Aert      | 250    |
| 3.º           | Stefan Küng        | 200    |
| 4.º           | Geraint Thomas     | 150    |
| 5.º           | Rohan Dennis       | 125    |
| 6.º           | Kasper Asgreen     | 100    |
| 7.º           | Rémi Cavagna       | 85     |
| 8.º           | Victor Campenaerts | 70     |
| 9.º           | Alex Dowsett       | 60     |
| 10.º          | Tom Dumoulin       | 50     |